# Bucaneve (biscotto)
I Bucaneve sono dei biscotti prodotti dalla Doria sin dal 1950.

## Storia
Il biscotto Bucaneve nasce nel 1950.
La confezione classica è un tubo contenente i biscotti posti in fila. A partire dagli anni 2000 sono state commercializzate anche confezioni in busta di maggiore grammatura.

## Varianti
Attualmente i Bucaneve vengono prodotti nella formula classica e nelle varianti Gocce di cioccolato e 6 cereali.